# Leptothorax nylanderi nylanderi
Leptothorax nylanderi nylanderi é uma subespécie de insetos himenópteros, mais especificamente de formigas pertencente à família Formicidae.
A autoridade científica da subespécie é Forster, tendo sido descrita no ano de 1850.
Trata-se de uma subespécie presente no território português.